# 明澗郡
明澗郡（ミョンガンぐん）は、朝鮮民主主義人民共和国咸鏡北道に属する郡。1981年から2005年までは化成郡（ファソンぐん）と呼ばれていた。

## 地理
東は日本海に面するが、海側は七宝山から連なる山がちな地形であり、郡の中心部は内陸にある。南は明川郡、北は漁郎郡、西は吉州郡である。

## 行政区画
1邑・3労働者区・22里を管轄する。
| - 明澗邑（ミョンガンウプ） - 極洞労働者区（ククトンノドンジャグ） - 良化労働者区（リャンファロドンジャグ） - 龍蟠労働者区（リョンバンノドンジャグ） - 古城里（コソンニ） - 広岩里（クァンアムニ） - 芹洞里（クンドンニ） - 龍徳里（リョンドンニ） - 龍洞里（リョンドンニ） - 立石里（リプソンニ） - 明南里（ミョンナムニ） - 白鹿里（ペンノンニ） - 富岩里（プアムニ） | - 富禾里（プファリ） - 三浦里（サンポリ） - 上場里（サンジャンニ） - 新楊里（シニャンニ） - 楊川里（ヤンチョンニ） - 青龍里（チョンニョンニ） - 下雩里（ハウリ） - 下月里（ハウォルリ） - 下坪里（ハピョンニ） - 咸鎮里（ハムジンニ） - 湖南里（ホナムニ） - 虎山里（ホサンニ） - 花龍里（ファリョンニ） |

## 歴史
植民地期までは明川郡の一部であった。1952年に新設された。

### 年表
この節の出典
- 1952年12月 - 郡面里統廃合により、咸鏡北道明川郡北面・下雩面・西面および東面・南面の各一部、鏡城郡漁郎面の一部地域をもって、永安郡を設置。永安郡に以下の邑・里が成立。(1邑29里)
  - 永安邑・下雩里・青龍里・富岩里・上場里・下月里・龍蟠里・龍徳里・富禾里・雄坪里・熊店里・下坪里・咸鎮里・極洞里・龍洞里・立石里・芹洞里・広岩里・三浦里・良化里・楊川里・湖南里・新楊里・花龍里・古城里・明南里・龍山里・白鹿里・虎山里・梨坪里
- 1953年12月 - 立石里・明南里の境界線を調整。(1邑29里)
- 1954年10月 (1邑28里)
  - 雄坪里が富禾里に編入。
  - 三浦里の一部が良化里に編入。
  - 良化里の一部が明川郡宝村里の一部と合併し、明川郡黄津里となる。
  - 龍洞里の一部が永安邑に編入。
- 1959年2月 - 梨坪里が熊店里に編入。(1邑27里)
- 1967年10月 - 永安郡が明澗郡に改称。(1邑25里)
  - 永安邑が明澗邑に改称。
  - 熊店里が富禾里に編入。
  - 龍山里が白鹿里に編入。
- 1972年11月 - 龍蟠里が龍蟠労働者区に昇格。(1邑1労働者区24里)
- 1981年2月 - 極洞里が極洞労働者区に昇格。(1邑2労働者区23里)
- 1981年10月 - 明澗郡が化成郡に改称。(1邑2労働者区23里)
  - 明澗邑が化成邑に改称。
- 2001年3月 - 良化里が良化労働者区に昇格。(1邑3労働者区22里)
- 2005年4月 - 明澗郡に再改称[3]。(1邑3労働者区22里)
  - 化成邑が明澗邑に改称。

## 交通

### 鉄道
- 平羅線
  - 内浦駅 - 龍蟠駅 - 上龍田駅 - 龍洞駅 - 三郷駅 - 極洞駅 - 造幕山駅